# Собор Святого Івана Хрестителя (Едмонтон)
Собор Святого Івана Хрестителя — катедральний собор Західної єпархії Української православної церкви Канади в місті Едмонтон.

## Історія
Собор Святого Івана Хрестителя почали зводити з ініціативи Мстислава (Скрипника), рішення про це було прийнято 14 вересня 1950 року.

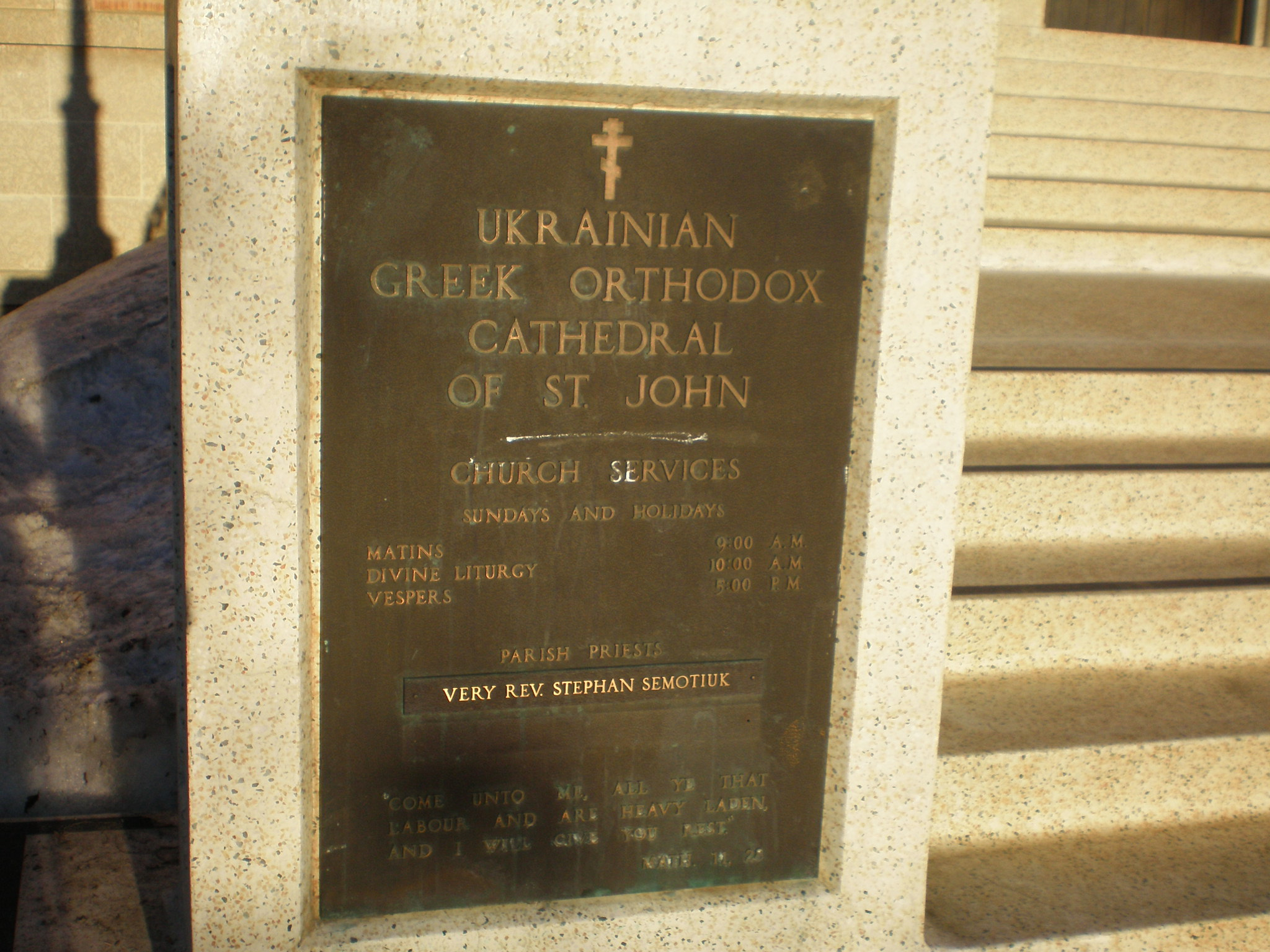

31 серпня 1952 року митрополит Іларіон (Огієнко) освятив перший камінь на будівництві собору.
У 1953 році було закінчено будівництво собору. Під час свого архиєрейського візиту митрополит Іларіон (Огієнко) 17 травня 1953 року освятив новозбудований собор та відслужив Архиєрейську Божественну Літургію.
Іконостас для собору був намальований Вадимом Добролігом (Wadym Dobrolige), який емігрував в Канаду по закінченні 2-ї світової війни.
Кошти на побудову собору були зібрані за допомогою концертів церковного хору під керівництвом Юрія Білашевича (Yuriy Bilashevych), а також коштів, які були зібрані жінками парафії за готування їжі та з колядування.
Поблизу собору в 1955 році була збудована плебанія.
У 1958 році була створена Західна єпархія УПЦК, під час правління Митрополита Андрея (Метюка), а в 1959 році собор Святого Івана Хрестителя отримав статус катедрального.
При соборі у 1964 році почалося будівництво Культурного центру Святого Івана Хрестителя, завершено у 1965 році. 31 жовтня 1965 року «Культурний центр Святого Івана Хрестителя» освятив митрополит Андрей (Метюк). У культурному центрі розміщується Альбертське відділення «Українського музею Канади». Культурний центр використовується для проведення заходів української громади, таких як: семінари, конференції, зустрічі та весілля.
У 1994 році була проведена реконструкція собору Святого Івана Хрестителя.

## Настоятелі собору
- 1950 —1955 — Протоієрей Амвросій Хруставка
- 1954 —1955 — Протоієрей Томас Ковалишин
- 1956 —1962 — Протоієрей Михайло Фік
- 1958 —1959 — Протоієрей Григорій Метюк
- 1959 —1980 — Протоієрей Олександр Хом'як
- 1962 —1963 — Протоієрей Томас Ковалишин
- 1963 —1970 — Протоієрей Дмитро Лучак
- 1970 —1974 — Протоієрей Франк Керниський
- 1974 —1984 — Протоієрей Віктор Лакуста
- 1981 —1987 — Протоієрей Дмитро Лучак
- 1987 —1992 — Протоієрей Микола Раулюк
- 1990 —1991 — Протоієрей доктор Іван Стус
- 1991 —1992 — Священник Тарас Удод
- 1992 —2006 — Протопресвітер Степан Семотюк
- 2006 —2008 — Протопресвітер Микола Петрущак
- 2008 —донині — Протопресвітер Степан Семотюк